# Скабеева, Ольга Владимировна
О́льга Влади́мировна Скабе́ева (род. 11 декабря 1984, Волжский) — российская телеведущая, журналистка и пропагандистка. Совместно с мужем Евгением Поповым ведёт ток-шоу «60 минут» на телеканале «Россия-1».
За распространение пропаганды в ходе вторжения России на Украину находится под санкциями стран Европейского союза, США, Великобритании и других государств.

## Биография
Родилась 11 декабря 1984 года в городе Волжском Волгоградской области. Отец по профессии — инженер-строитель, мать — архитектор.
Училась в частной российско-американской школе, затем в школе № 23, из которой выпустилась в 2003 году, окончив её с отличием.
Вопреки желанию родителей-градостроителей продолжить их дело, в старших классах Скабеева объявила о своём решении стать журналисткой. Свой первый журналистский опыт получила в местной бесплатной рекламно-информационной газете «Неделя города». Также состояла корреспондентом в газете «Волжская правда», занимаясь в сфере шоу-бизнеса. В силу дефицита культурно-развлекательных мероприятий в родном городе, по вечерам выбиралась в Волгоград, где за кулисами концертных площадок брала интервью у гастролирующих звёзд.
В 2003—2008 годах обучалась на факультете журналистики Санкт-Петербургского государственного университета. Была стипендиатом Фонда Потанина.
Во время учёбы год проработала корреспондентом на ГТРК «Санкт-Петербург». Являлась автором более 200 репортажей и аналитических материалов, за что 14 декабря 2006 года удостоилась молодёжной премии правительства Санкт-Петербурга. Была объявлена лучшим молодым журналистом этого года. Награждение проходило в Здании Смольного.
30 марта 2007 года получила награду «Золотое перо» в номинации «Перспектива года-2006».
В 2008 году была дважды номинирована на эту же премию.
В 2008 году стала лауреатом конкурса «Профессия — репортёр» в номинации «Журналистское расследование».
В 2008 году с отличием окончила университет и пришла на работу в федеральную редакцию ВГТРК, где стала работать корреспондентом программ «Вести» и «Вести недели». Её первый репортаж в федеральном эфире вышел 2 июля 2008 года.

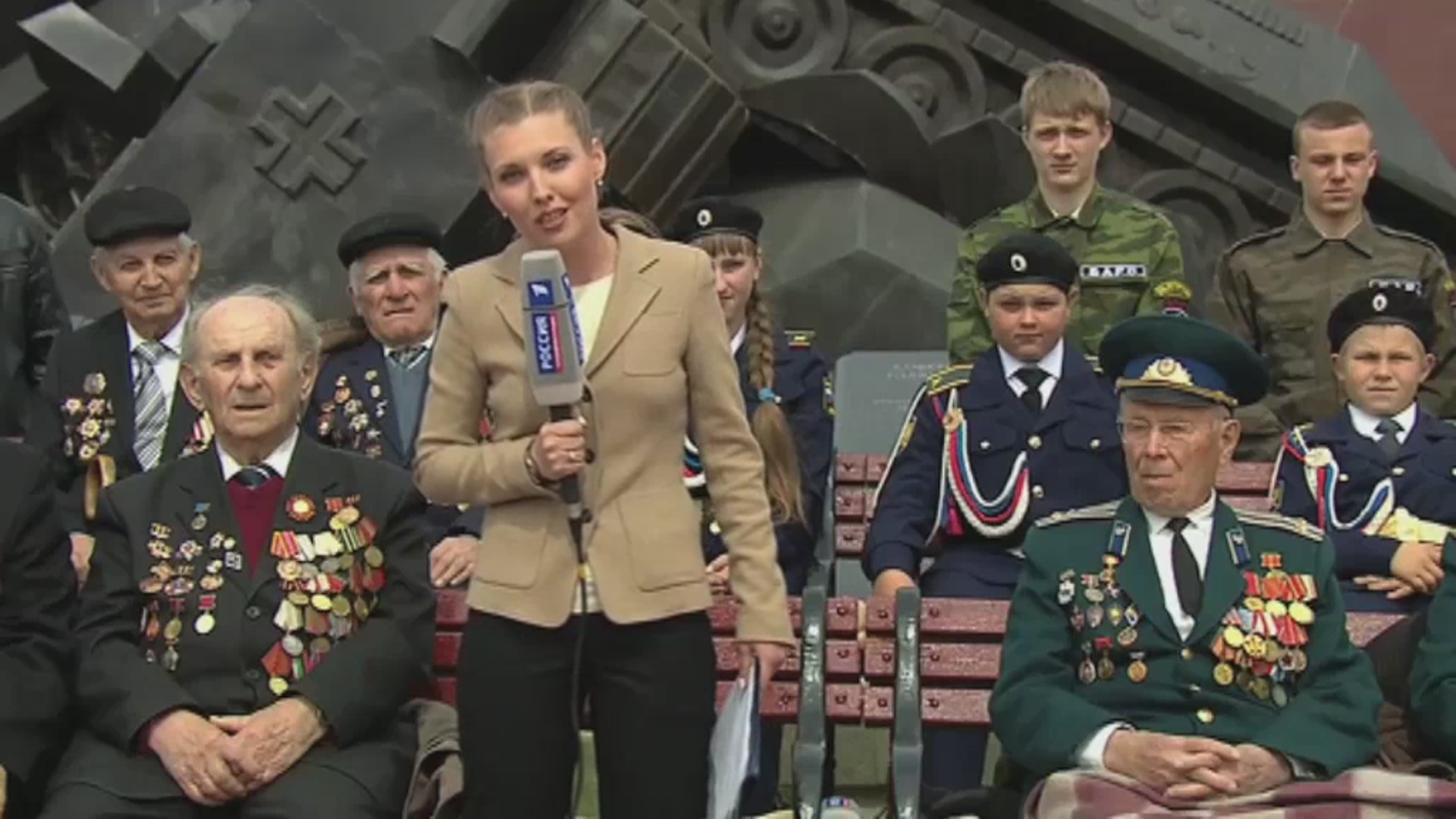
Включение из Прохоровки в ходе Прямой линии с президентом РФ Владимиром Путиным. 25 апреля 2013 года.

В 2015—2016 годах вела авторскую программу «Вести.doc» на телеканале «Россия-1». В этом телепроекте журналистские расследования были совмещены со студийной дискуссией.
С 12 сентября 2016 года совместно со своим мужем Евгением Поповым ведёт общественно-политическое ток-шоу «60 минут» на телеканале «Россия-1», заявленное как дискуссионная программа по громким темам, в результате ставшее наиболее востребованным среди телезрителей, сперва находясь на уровне, а после опережая программу-конкурента — «Первая студия».
С января по июнь 2019 года — ведущая влога #сеемдобро на YouTube канале «России-24».
21 июля 2019 года дебютировала в качестве ведущей программы «Вести» на время ушедшего в летний отпуск Дмитрия Киселёва и его «Вестей недели».

## Оценки и взгляды
Ольга Скабеева стала одной из самых видных фигур на российском государственном телевидении после многих лет повторения поддерживаемых Кремлём позиций по текущим событиям и современным социальным проблемам. По словам экспертов, Скабеева является противоречивой фигурой в российском обществе. Несмотря на то, что она пользуется большим влиянием среди лояльных зрителей российского государственного телевидения, многие россияне (особенно молодёжь), которые получают свои новости из различных источников, сильно не любят её и не доверяют ей.
Известна чрезмерно драматичными и приукрашенными заявлениями и рядом курьёзных случаев, происходивших с ней в разное время. Так, в июне 2016 года Скабеева брала интервью в Кёльне у немецкого журналиста Хайо Зеппельта, снявшего документальный фильм о применении запрещённых препаратов олимпийской сборной России. В результате Зеппельт прервал интервью и выгнал съёмочную группу из арендуемого им гостиничного номера.
В своих репортажах систематически критикует российскую оппозицию, также известна дискредитацией украинских политиков. Телекритики Ирина Петровская и Слава Тарощина отмечали её характерный «прокурорско-обличительный» стиль ведения репортажей и «металлический голос»; в интернете за такой стиль репортажей получила прозвище «Железная кукла путинского ТВ». Допускала в прямом эфире уничижительные высказывания и оскорбления в адрес участников программы «60 минут» и ряда украинских политиков (вроде генерального прокурора Юрия Луценко и спикера Верховной Рады Андрея Парубия, участников украинской делегации в ПАСЕ). Депутаты КПРФ обвиняют ведущую в излишне агрессивной антиукраинской риторике. Писатель и публицист Кирилл Бенедиктов отметил непрофессиональное поведение ведущей по эпизоду ток-шоу «60 минут», в котором Ольга Скабеева обозвала собеседника.
В конце 2018 года в опросе «Левада-Центра» россияне перечислили журналистов, пользующихся у них уважением и доверием. Ольга Скабеева оказалась в десятке лидеров, набрав 2 %. В марте 2019 года аналогичный опрос продемонстрировал возросшее доверие к её персоне (6 %).
Также известна своим импульсивным и обвинительным стилем поведения. Она громко кричала о борьбе российских военных на украинской территории, фабриковала заявления о западных лидерах и распространяла версию, что украинская армия несёт ответственность за расправу над сотнями мирных жителей в Буче. Комментируя вторжение России на Украину, Скабеева регулярно призывала к эскалации российских атак и призывала Москву «демилитаризировать всё НАТО». В апреле 2022 года, среди прочего, заявила, что русские находятся в разгаре «третьей мировой войны». Ряд западных СМИ восприняли это заявление как ещё один пример преувеличенных и конспирологических заявлений Скабеевой. В одном репортаже об однополых браках во Франции и Великобритании Скабеева ложно сообщила зрителям, что 40 % детей, воспитанных однополыми парами, «страдают венерическими заболеваниями».
По словам российского исследователя СМИ и приглашённого научного сотрудника Университета Южной Калифорнии Василия Гатова, она «монстр», являющийся «шовинистской, патриотической, проправительственной, некритической, явно скандальной фигурой». Гатов сравнил репутацию Скабеевой с репутацией ведущего американского телеканала Fox News Такера Карлсона, крайне неоднозначной фигуры в американских СМИ, которая привлекает внимание как ярых сторонников, так и критиков.

## Санкции
В феврале 2022 года против Скабеевой в Европейском союзе были введены персональные санкции, в связи со вторжением России на Украину.

Вместе со своим мужем Евгением Поповым она ведет популярное в России политическое ток-шоу «60 минут», в котором распространяла антиукраинскую пропаганду и пропагандировала позитивное отношение к аннексии Крыма и действиям сепаратистов на Донбассе. В своем телешоу она постоянно изображала ситуацию в Украине в предвзятом ключе, представляя страну как искусственное государство, поддерживаемое Западом в военном и в финансовом отношении и являющееся сателлитом Запада, инструментом в руках НАТО. Она также принизила роль Украины до «современной анти-России»… Она выгнала гостя, который не соответствовал нарративным линиям российской пропаганды, таким как идеология «русского мира». Г-жа Скабеева, похоже, осознает свою циничную роль в российской пропагандистской машине вместе со своим мужем.
— «Официальный журнал Европейского союза», Брюссель, 28 февраля 2022 года.
15 марта 2022 года, как пропагандистка, внесена в санкционный список Великобритании, с 8 июля 2022 года — попала под санкции Канады как «российский деятель дезинформации и пропаганды» как ответственная «за создание условий и поддержку неспровоцированного и необоснованного вторжения России в Украину».
25 марта 2022 года Австралия ввела санкции против Скабеевой, так как она «распространяет дезинформацию в попытках узаконить неспровоцированное и незаконное вторжение на Украину».
24 февраля 2023 года внесена в санкционные списки США за распространение пророссийской пропаганды войны против Украины. Также, по аналогичным основаниям, находится под санкциями Украины, Японии и Швейцарии.

## Личная жизнь

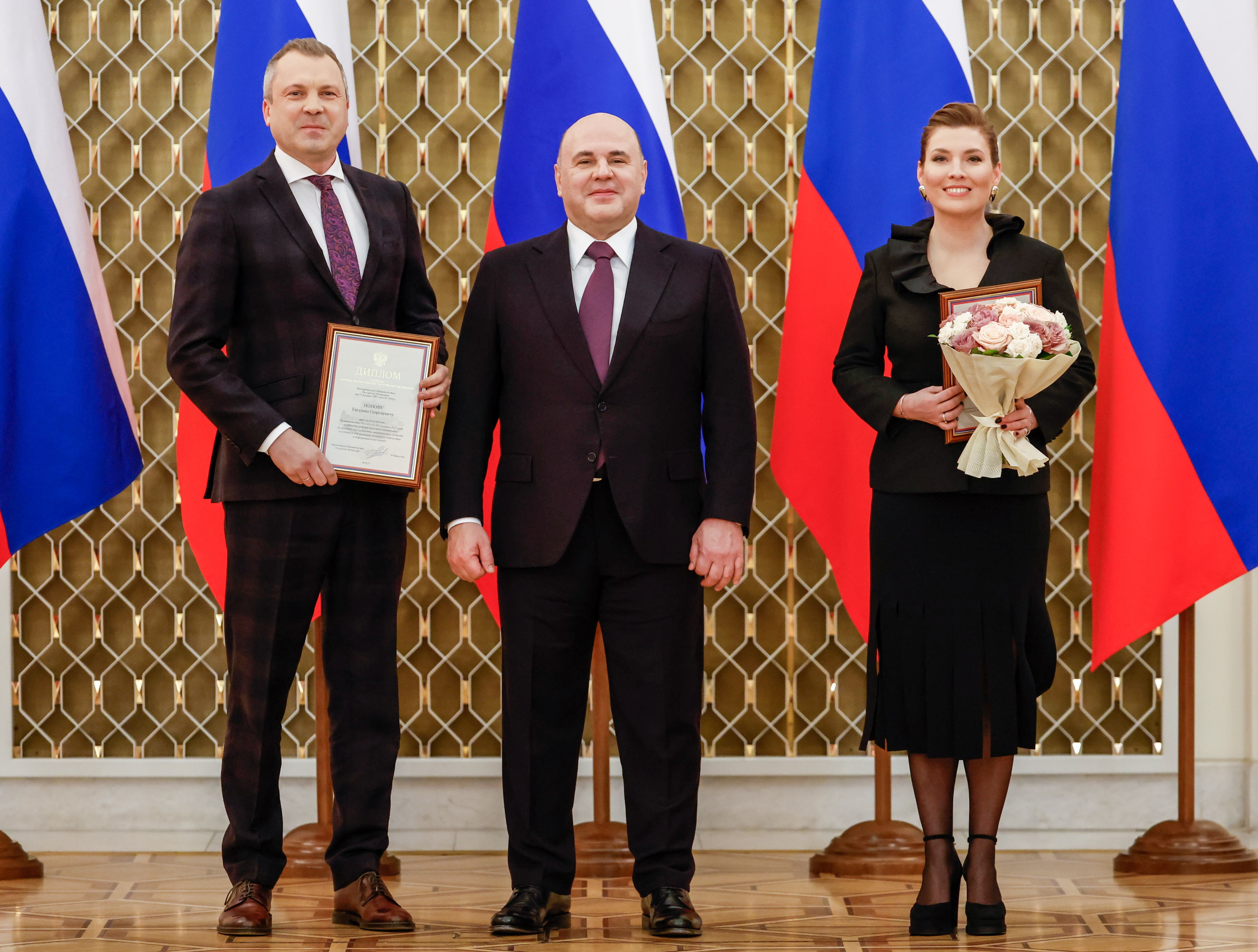
Евгений Попов, Михаил Мишустин и Ольга Скабеева

В апреле 2013 года вышла замуж за журналиста ВГТРК Евгения Попова. Брак стал вторым как для Попова, так и для Скабеевой. 14 января 2014 года у них родился сын Захар.
Фонд борьбы с коррупцией опубликовал документальное расследование, в котором утверждалось, что Скабеева и её муж владеют недвижимостью в Москве стоимостью 4 млн долларов. Сами Скабеева и Попов отреагировали на претензии возмущением, отвергнув претензии как ложные. Издание The Insider сообщает, что супруги получают годовую зарплату в размере 12,8 млн рублей.

## Награды и премии
- Благодарность Правительства Российской Федерации (31 марта 2010) — «за активное участие в освещении деятельности Председателя Правительства Российской Федерации[41]
- Премия Правительства Российской Федерации в области средств массовой информации (25 декабря 2023) — за гражданское мужество, политическую остроту и успешное отстаивание интересов Отечества в информационной борьбе[42]
- «Золотое перо России» от Союза журналистов России (9 февраля 2017) — «за развитие дискуссионных площадок на российском телевидении» (совместно с Евгением Поповым)[43]
- Премия «ТЭФИ—2017» в номинации «Ведущий общественно-политического ток-шоу прайм-тайма» категории «Вечерний прайм» (3 октября 2017 года) (совместно с Евгением Поповым)[44]
- Премия «ТЭФИ—2018» в номинации «Ведущий общественно-политического ток-шоу прайм-тайма» категории «Вечерний прайм» (3 октября 2018 года) (совместно с Евгением Поповым)[45]